# Kamenný Malíkov (výhybna)
Kamenný Malíkov (nebo též Výh Kamenný Malíkov) je výhybna, která leží na katastru obce Bednárec. Nachází se v km 38,442 trati Havlíčkův Brod – Veselí nad Lužnicí mezi zastávkami Bednárec a  Bednáreček.

## Popis výhybny
Ve výhybně jsou dvě dopravní koleje o užitečných délkách 610 m (kolej č. 1) a 636 m (kolej č. 2). U koleje č. 1 je vybudováno sypané nástupiště o délce 20 metrů, které slouží jen pro služební účely. Výhybna je vybavena reléovým zabezpečovacím zařízením AŽD 71, které ovládá místně výpravčí z dopravní kanceláře. Přilehlé traťové úseky do Popelína a Jarošova nad Nežárkou jsou vybaveny reléovým poloautomatickým blokem.